# Svetkovina Božjega milosrđa
Svetkovina Božjega milosrđa ili Nedjelja Božjega milosrđa, katolička je svetkovina. 

## O svetkovini
Slavi se u nedjelju nakon Uskrsa. Posvećena je Božjem milosrđu, koje je promovirala poljska redovnica sv. Faustina Kowalska u svome Dnevniku. Neslužbeno je slavljen od 1985. godine, a papa Ivan Pavao II. proglasio ga je svetkovinom cijele Rimokatoličke Crkve, 30. travnja 2000., u godini Velikoga jubileja, na dan kanonizacije svete Faustine.  
U Dnevniku sv. Faustine napisana je Isusova poruka u vezi ovoga blagdana:
"Želim da svetkovina milosrđa bude utočište i zaklon svim dušama, osobito bijednim grješnicima. Toga su dana otvorene nutrine milosrđa mojega i ja izlijevam čitavo more milosti na duše koje se približe izvoru mojega milosrđa. Duša koja pristupi ispovijedi i sv. pričesti zadobit će potpuni oprost od grijeha i kazni. Neka se nijedna duša ne boji meni približiti, makar joj grijesi bili crveni kao skerlet. Svetkovina milosrđa izvire iz moje nutrine i želim da se slavi u prvu nedjelju po Uskrsu".
Isus je sv. Faustini rekao "U Starom sam Zakonu slao proroke svome narodu s gromovima. Danas šaljem tebe čitavom čovječanstvu sa svojim milosrđem. Ne želim kažnjavati ranjeno čovječanstvo već ga želim izliječiti privijajući ga na svoje milosrdno srce. (Dn 1588)"
Papinskom bulom Misericordiae Vultus (»Lice milosrđa«) u travnju 2015. papa Franjo proglasio je razdoblje između svetkovina Bezgrješnog začeća Marijina 2015. i Krista Kralja 2016. Jubilejom godine milosrđa, prvom jubilejskom godinom nakon Velikog jubileja. U svojoj je buli papa tom prilikom istaknuo: »Otajstvo Bezgrješnog začeća pokazuje da će Božje milosrđe biti uvijek veće od ljudskoga grijeha.«

## Slika Božjeg milosrđa
Slika Božjeg milosrđa prikazuje Isusa kako podiže desnu ruku kao znak blagoslova, a lijeva mu je ruka na prsima iz kojih izviru dvije zrake: crvena i bijela. One označuju krv i vodu koje su potekle kada je Isusovo umiruće srce na križu bilo kopljem probodeno. Ispod slike piše: "Isuse, ja se uzdam u Tebe!" Cijela slika simbolički predstavlja milosrđe, oproštenje i Božju ljubav.
Prema Dnevniku sv. Faustine, Isus je obećao posebnu zaštitu i milosti, svakom gradu i svakoj kući, u kojima će biti izložena ova slika.

## Čas Milosrđa
Čas Milosrđa je molitva Isusu u tri sata popodne, u spomen na Isusovo trpljenje i umiranje na križu, koje se dogodilo u tri sata popodne. U tri sata, u listopadu 1937. Isus je poručio sv. Faustini, da se svaki dan moli u to vrijeme i da širi tu pobožnost: "To je čas najvećeg milosrđa za svijet. U tom času ne uskraćujem ništa duši koja me moli po mom trpljenju. Uvjeti da se uslišaju molitve su: molitva mora biti oko tri sata popodne, mora biti upravljena Isusu i pozivati se na vrijednosti i zasluge njegova trpljenja. Ono što se moli mora biti u skladu s voljom Božjom i da sama molitva bude pouzdana, ustrajna i povezana s djelotvornom ljubavi prema bližnjemu."

## Štovanje Božjeg milosrđa
Poslanje koje je Isus Krist dao temelji se na trima zadaćama:
-  približiti i navijestiti svijetu istinu objavljenu u Svetomu Pismu o Božjoj milosrdnoj ljubavi prema svakomu čovjeku,

-  izmoliti Božje milosrđe čitavom svijetu uvođenjem novih oblika štovanja Božjega milosrđa koje joj je objavio Gospodin Isus, a to su: slika Božjega milosrđa s natpisom: Isuse, uzdam se u tebe, svetkovina Božjega milosrđa u prvu nedjelju iza Uskrsa, krunica Božjeg milosrđa i molitva u satu milosrđa (prema Dn 1500),

-  poticati širenje apostolskog pokreta Božjega milosrđa koji ima za zadaću naviještati i izmoliti Božje milosrđe čitavom svijetu te teži k savršenosti nasljedujući put koji je naviješten po s. Faustini. To je put koji se temelji na stavu djetinjega pouzdanja prema Bogu koje se izražava u vršenju njegove volje i u stavu milosrđa prema bližnjima.
Analizu memoarskih zapisa sv. Faustine analizirao je poznati bogoslov vlč. prof. Ignacy Różycki. Różycki je naglasio "Dok se upoznajemo s konkretnim oblicima pobožnosti u čast Božjeg milosrđa treba obratiti pozornost da među njima nema poznatih i omiljenih – niti devetnice niti litanija." Pet oblika pobožnosti u čast Božjega milosrđa koje navodi Różycki su:
 
a) štovanje slike Milosrdnoga Isusa

b) štovanje svetkovine Božjega milosrđa

c) molitva krunice Božjega milosrđa

d) štovanje sata milosrđa

e) širenje štovanja Božjega milosrđa

## Unutarnje poveznice
|  | Wikizvor ima izvorni tekst Dnevnik svete Faustine Kowalske |

## Vanjske poveznice
- Brošura u .pdf formatu, s uputama za devetnicu i krunicu Božjem milosrđu.  Arhivirana inačica izvorne stranice od 3. rujna 2014. (Wayback Machine), Pokret krunice za obraćenje i mir: Hrvatska franjevačka provincija sv. Ćirila i Metoda
- Stranica posvećena Božjemu milosrđu  Arhivirana inačica izvorne stranice od 10. studenoga 2007. (Wayback Machine)
- Dekret Rimske kurije o štovanju Božjega milosrđa
- Fra Ante Crnčević: Molitva za Božje milosrđe - Živo vrelo  Arhivirana inačica izvorne stranice od 3. prosinca 2016. (Wayback Machine), Hrvatski institut za liturgijski pastoral
- Bitno.net Papa: Božje milosrđe miluje naše rane prouzročene grijehom